# آباتیتوبا
آباتیتوبا (به پرتغالی: Abaetetuba) یک شهرستان در برزیل با جمعیت ۱۴۱٫۰۵۴ نفر است که در پارا واقع شده‌است.